# Prvenstvo Hrvatske u boćanju 2007.
Prvenstvo Hrvatske u boćanju 2007. godine.
Igralo se po liga- i po kup-sustavu. Prvi dio natjecanja se igrao ligaški, i to u dvije skupine, skupina "Sjever" (obuhvaćala je klubove iz Istre, Kvarnera i Zagreba), a skupina "Jug" za klubove s juga (južno od Kvarnera).
Po prve četirije momčadi iz svake skupine su odlazile u doigravanje za prvaka. Igralo se po sustavu da je četvrti iz jedne je igrao sa prvim iz druge skupine, treći iz jedne je igrao s drugim iz druge. Igralo se dvije utakmice (jedna kod kuće i jedna u gostima), s time da su prvo- i drugoplasirani iz skupina imali povlasticu igranja uzvratne utakmice na svom boćalištu.

## Sudionici
U skupini "Sjever", sudionici su bili porečka "Istra", zagrebački "Zrinjevac", buzetski "Trio Buzet", riječki "Benčić Vargon", "Podhum KWSO, marinićki "Marinić", kaštelirska "Santa Domenika" i Dubrava.
U skupini "Jug", sudionici su bili metkovski "Metković", mlinska "Hidroelektrana", "Zlatan Otok" iz Svete Nedjelje, zablatski "Solaris", splitska "Nada" te klubovi Dubrovnik, Imotski i Slivno.

## Ljestvica

### Konačna ljestvica skupine "Sjever"
```
Por.  Klub           Ut  Pb  N Pz  Pos Pri  Bod
 1. 
Benčić-Vargon
    14  11  0  3  ...:...   22 u doigr.
 2. 
Zrinjevac
        14  11  0  3  ...:...   22 u doigr.
 3. 
Istra Poreč
      14  10  1  3  ...:...   21 u doigr.
 4. 
Trio Buzet
       14  10  0  4  ...:...   20 u doigr.
 5. Marinići         14   4  0 10  ...:...    8
 6. Santa Domenika   14   4  0 10  ...:...    8 
 7. Podhum KWSO      14   2  2 10  ...:...    6
 8. Dubrava          14   2  1 11  ...:...    5
```

### Konačna ljestvica skupine "Jug"
```
Por.  Klub           Ut  Pb  N Pz  Pos Pri  Bod
 1. Hidroelektrana   14  10  1  3  ...:...   21 u doigr.
 2. Solaris          14   8  3  3  ...:...   19 u doigr.
 3. Nada             14   8  1  5  ...:...   17 u doigr.
 4. Imotski          14   7  1  6  ...:...   15 u doigr.
 5. Metković         14   6  3  5  ...:...   15 
 6. Zlatan Otok      14   4  2  8  ...:...   10 
 7. Slivno           14   4  1  9  ...:...    9
 8. Dubrovnik        14   3  0 11  ...:...    6
```

## Doigravanje za prvaka

### Poluzavršnica
- 1. susreti

20. listopada:

Zrinjevac - Trio 16:6

Istra - Benčić Vargon 11:11
- uzvratni susreti

27. listopada:

Trio - Zrinjevac 11:11

Benčić Vargon - Istra 19:3

### Završnica
1. susret, 10. studenog

Benčić Vargon - Zrinjevac 15:7
uzvrat, 17. studenog

Zrinjevac - Benčić Vargon 10:12
Momčadski hrvatski prvak je Benčić Vargon.